# The World Tonight
The World Tonight is een nummer van de Britse muzikant Paul McCartney uit 1997. Het is de tweede single van zijn tiende soloalbum Flaming Pie.

## Achtergrondinformatie
McCartney schreef het nummer toen hij in 1995 op vakantie was in Amerika, waar hij voortdurend werd aangestaard. De tekst gaat dan ook over een beroemdheid die wanhopig behoefte heeft aan rust en stilte. McCartney zegt dat hij liedjes schrijven nooit als werken ziet, maar dat "ze altijd opkomen als ik daar zin in heb, en dat is meestal als ik op vakantie ben". Een aantal nummers op het album "Flaming Pie", waaronder deze, reflecteren op McCartneys tijd bij The Beatles. McCartney werkte al aan "Flaming Pie" toen hij ook bezig was met het Anthology-project van The Beatles.
Het nummer werd een bescheiden hit in het Verenigd Koninkrijk, waar het de 23e positie bereikte. In Nederland kwam het niet verder dan de 12e positie in de Tipparade.

## Tracklijst
- 7"

1. "The World Tonight" – 4:03
2. "Used to Be Bad" – 4:08

- CD1

1. "The World Tonight" – 4:03
2. "Used to Be Bad" – 4:08

- CD2

1. "The World Tonight" – 4:03
2. "Really Love You" – 5:14